# Markerwaard

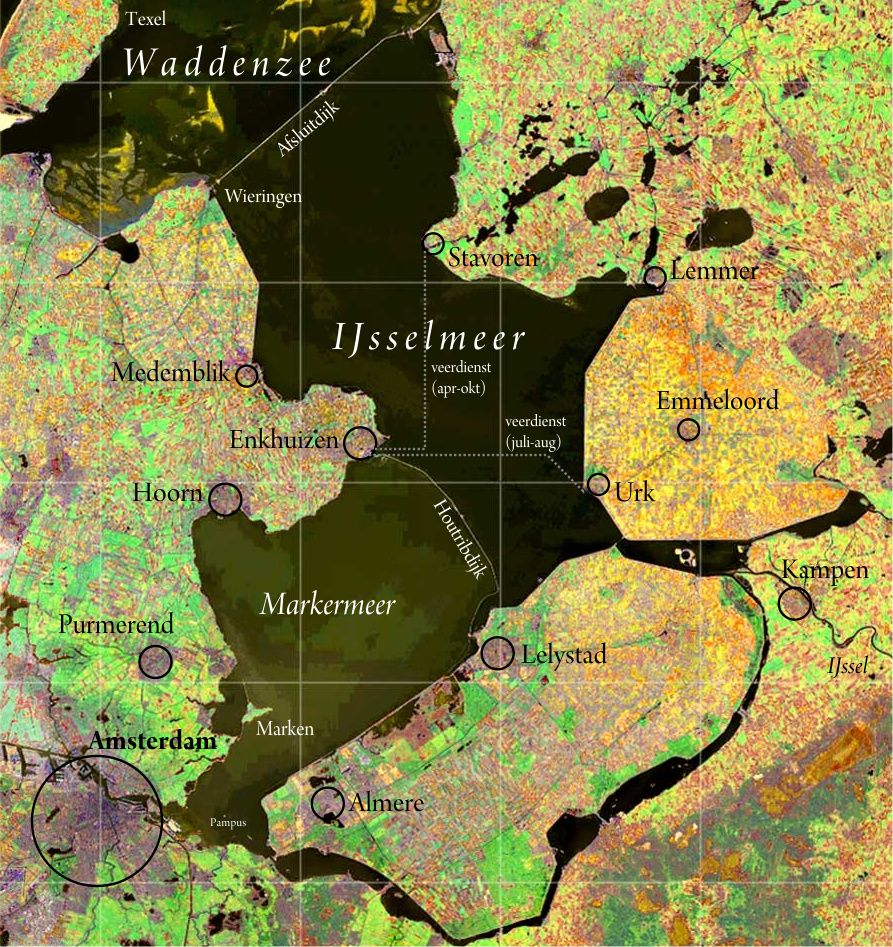
IJsselmeer met in het midden Lelystad. Direct links daarvan loopt in noordwestelijke richting de Houtribdijk. In een hoek van 90° ermee loopt in zuidwestelijke richting de Oostvaardersdijk.

De Markerwaard was een oorspronkelijk geplande, als laatste van de geprojecteerde IJsselmeerpolders uit te voeren, maar nooit gerealiseerde polder in het zuidwestelijke deel van het IJsselmeer. De naam verwijst naar het (schier)eiland Marken. Hoewel de plannen voor de Markerwaard nog tot aan de laatste decennia van de 20e eeuw in ontwikkeling waren, werd de polder nooit aangelegd. In plaats daarvan leidde de voltooiing van de Houtribdijk in 1976 tot het ontstaan van het Markermeer.
Het eerste plan voor de inpoldering van dit gebied, destijds aangeduid als de 'Hoornsche Polder', werd in 1891 voorgesteld door Cornelis Lely. In 1924 werd een concreter voorstel gepresenteerd, dat qua omvang weinig afweek van latere ontwerpen. De bouw van de eerste dijken begon in 1941. In 1986 werden de werkzaamheden stilgelegd, en in 2003 werd definitief besloten om het ontbrekende westelijke deel van de Flevopolders niet meer te realiseren.

## Bedijking

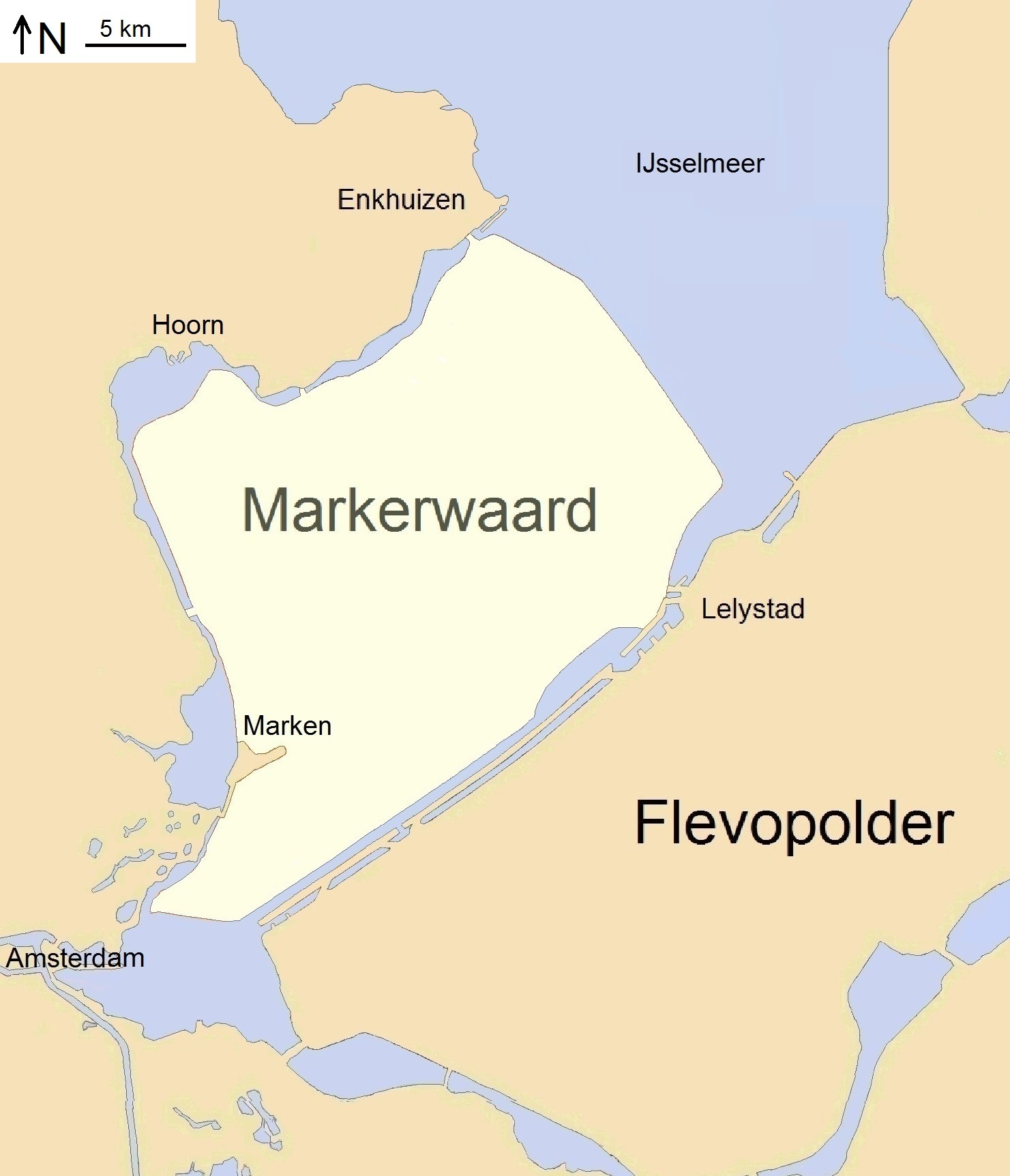
De Markerwaard in haar maximale omvang, zoals nog voorzien rond 1965

Twee van de drie dijken voor de geprojecteerde driehoekige polder zijn tot stand gebracht, maar zij vervullen een andere functie dan hun oorspronkelijk was toegedacht. Die bedoeling blijkt uit de naam van de 26 kilometer lange dam tussen Lelystad en Enkhuizen, die zowel 'Houtribdijk' als 'Markerwaarddijk' wordt genoemd. Over deze verbindende waterkering, die vrijwel geheel tot de gemeente Lelystad behoort, loopt de Provinciale weg N307. De gemeente Lelystad gaf het wegdeel binnen de gemeente de officiële naam 'Markerwaarddijk'.
Een ander restant van de geplande Markerwaard is de Oostvaardersdijk tussen Lelystad en Pampushaven (Almere). Van die dijk is de oorspronkelijke waterkant de landkant van de Flevopolder geworden en de landkant, gepland voor de Markerwaard, is verstevigd om hem waterkerend te maken. Van de geplande waterkerende dijk van de Flevopolder zijn slechts enkele stukjes aangelegd, net als van de geplande vaarroute tussen deze twee dijken, het Oostvaardersdiep. De Provinciale weg 701 loopt deels over de ene en deels over de andere geplande dijk.
Aan de zuidwestzijde van het huidige Markermeer was in 1941 al begonnen met de eerste dijk van de toekomstige Markerwaard; het nog steeds bestaande stukje dijk, de Bukdijk van 2,2 kilometer, lopend van Marken naar het noorden, herinnert hier nog aan.

## Natuurherstel

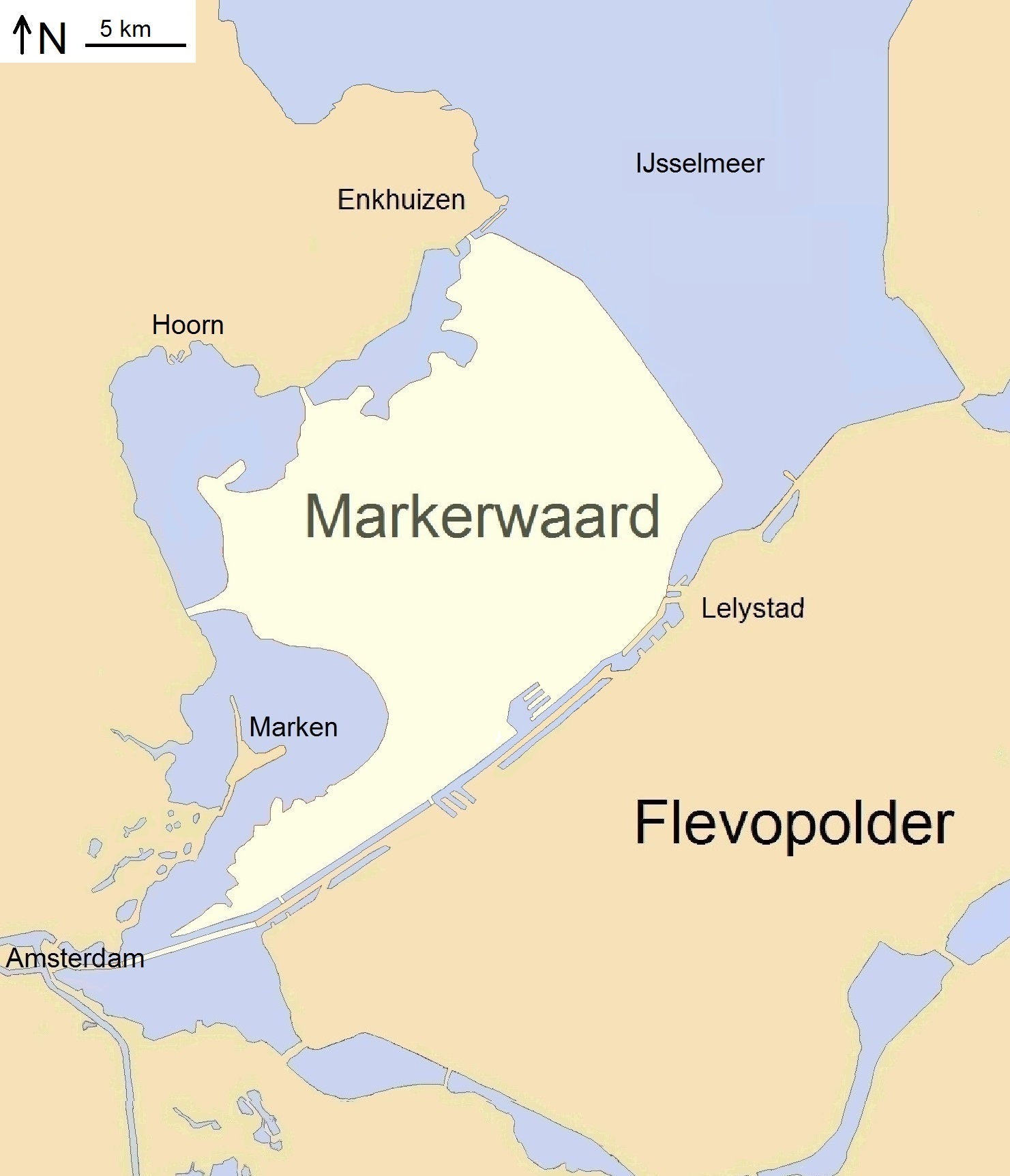
Scenario voor een Markerwaard met sterk verbrede randmeren, zoals overwogen in 1974

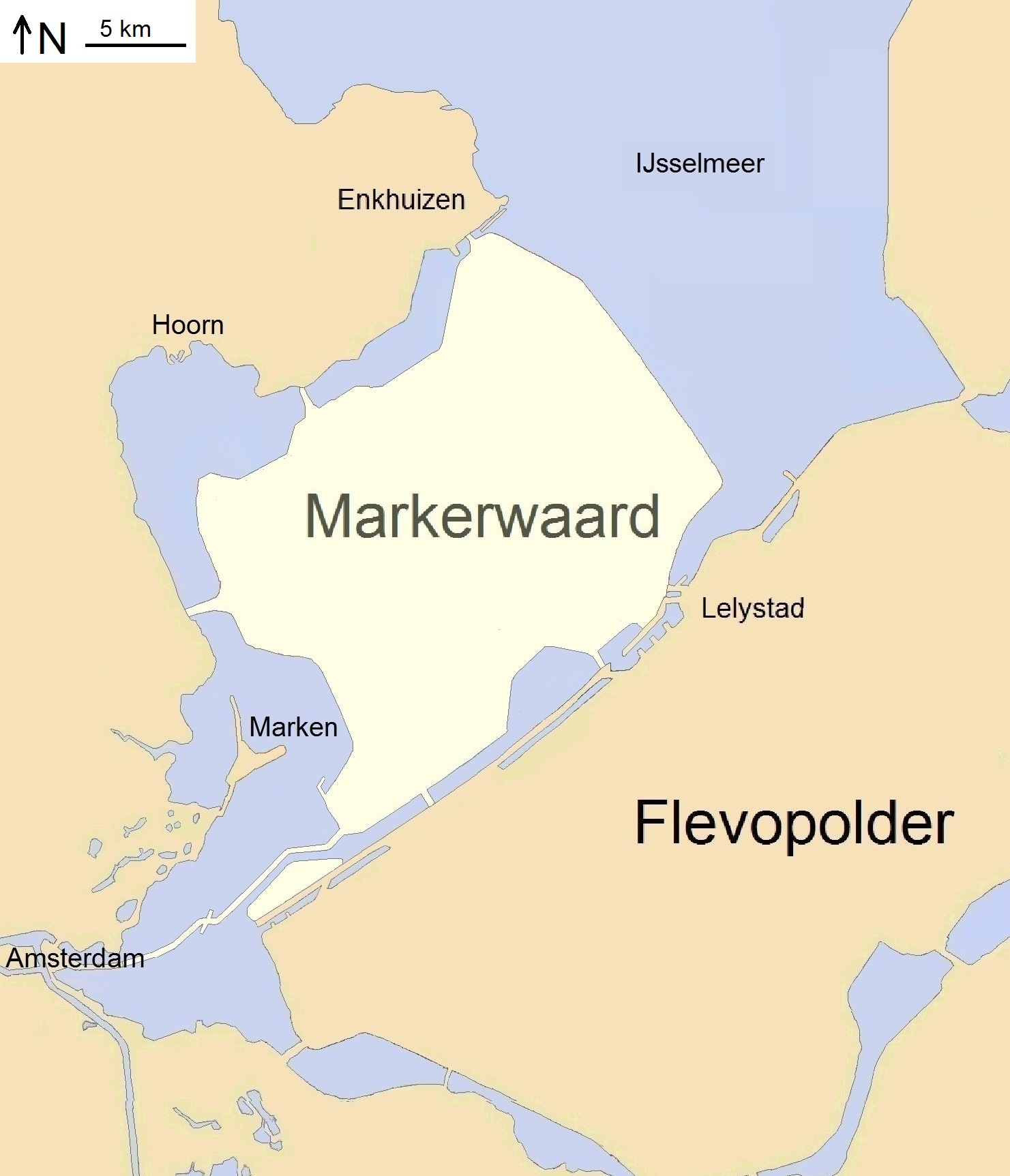
Overwogen in 1981

Ook al werd het plan tot inpoldering van de Markerwaard uiteindelijk opgegeven, de discussie over de toekomst van het resterende Markermeer verstomde niet geheel. Ook het behouden Markermeer bleek geen ideale oplossing. Het is niet vrij van problemen, vooral wat betreft de kwaliteit van het water in deze 'dode bak'. Sinds enkele jaren wordt gepoogd daaraan enigermate het hoofd te bieden door de projecten Marker Wadden en Trintelzand: 

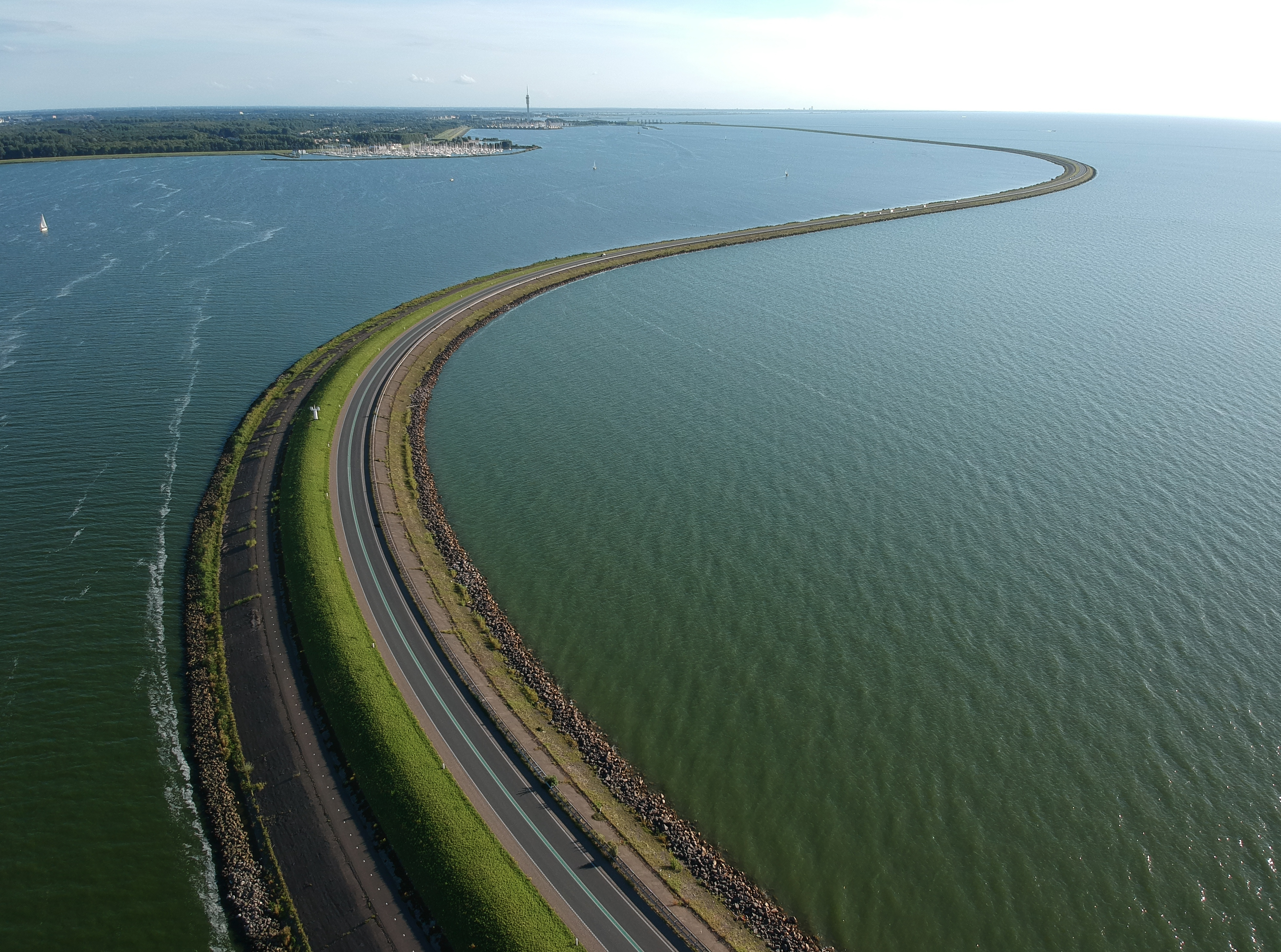
Markerwaarddijk of Houtribdijk nabij Lelystad

- In 2012 presenteerde de Vereniging Natuurmonumenten het project Marker Wadden, dat de aanleg van een groepje natuureilanden behelsde. Het gaat hierbij om natuurherstel en het betreft geen inpoldering, maar toch wordt er op deze wijze in het Markermeer ook een klein beetje land gewonnen. De werkzaamheden hiervoor zijn begonnen in het voorjaar van 2016[3] en afgerond in 2021. Marker Wadden valt binnen het kader van het Nationaal Park Nieuw Land binnen het Markermeer.
- Een ander onderdeel van dit Nationaal Park wordt gevormd door het Trintelzand. Dit natuurgebied in ontwikkeling bestaat uit moeras, zandplaten, dammen, slikvelden en rietoevers, met een oppervlakte van in totaal 532 ha. Het werd in 2019-2020 door Rijkswaterstaat aangelegd binnen het project Versterking Houtribdijk, dat onderdeel is van het landelijke Hoogwaterbeschermingsprogramma.

## Geschiedenis

### Naam
Het Plan-Lely voor de Zuiderzeewerken voorzag van het begin af aan in een polder in het zuidwestelijke deel van de Zuiderzee. Een kleine versie daarvan gaf Lely in 1891 nog de naam 'Hoornsche Polder'. In 1924 hanteerde hij voor een grotere variant de aanduiding 'Zuidwestpolder' (Z.W.Polder). In 1941 werd zij aangegeven als 'Westerpolder'. Na 1957, toen de dijk van Noord-Holland naar het eiland Marken was voltooid, kwam zij bekend te staan onder de naam Markerwaard. De voltooiing in 1976 van de Houtribdijk of Markerwaarddijk tussen Enkhuizen en de toekomstige nieuwe provinciehoofdstad Lelystad, gaf aanleiding tot een nieuwe naam voor het aldus afgescheiden deel van het IJsselmeer ten zuidwesten van de dijk, namelijk het Markermeer. Aansluitend zou daar dan de Markerwaard moeten komen.

### Een afgebroken begin
In 1941 was al bij Marken begonnen met de eerste dijk van de toekomstige Markerwaard. Er werden ook werkzaamheden uitgevoerd in het Oostvaardersdiep, de waterweg langs de dijk tussen de latere plaatsen Lelystad en Almere, waar over een afstand van 7,4 km. grondverbetering werd uitgevoerd. Dit werk moest in 1943 op last van de Duitse bezetter worden stopgezet.
In 1950 gaf het kabinet-Drees-Van Schaik voorrang aan de 'Oosterpolder', te beginnen met het latere Oostelijk Flevoland, het deel van Flevoland ten noordoosten van de Knardijk. Na de watersnoodramp van 1953 waren de Deltawerken belangrijker. De verbinding tussen Marken en het vasteland van Noord-Holland, waardoor Marken geen eiland meer was, kwam nog tot stand in 1957. In 1959 werd echter besloten eerst Zuidelijk Flevoland aan te leggen, wat goedkoper was en gunstiger voor de ontsluiting van Oostelijk Flevoland. Was dit toen niet besloten, dan had de Markerwaard nu hoogstwaarschijnlijk bestaan. Op de plaatsen waar in 1941-'42 de bodem was verbeterd, waren in 1959 al drie dijkvakken met een totale lengte van 13 km. aangelegd voor de Oostvaardersdijk, die nu dienst gingen doen voor de aanleg van Zuidelijk Flevoland.

### Gewijzigde visie
In de planversie van 1894 zou de zuidwestelijke polder als tweede polder worden aangelegd, na de Wieringermeerpolder. Voor de ZW-polder was toen nog een bescheiden omvang voorzien, en men wilde, om ervaring op te doen, het geheel van de werken uitvoeren in stappen van relatief klein naar groot. Gaandeweg tijdens de uitvoering is deze volgorde gewijzigd. Na de grote crisis van de jaren dertig werd de voorrang gegeven aan de geheel agrarische Noordoostpolder, waarna aan de oostelijke Flevopolder kon worden begonnen. De ZW-polder zou dan uiteindelijk juist als laatste nog aangelegd moeten worden.
Ook over de grootte van de polder liepen de scenario's uiteen. De Markerwaard zou in de plannen uit de jaren zestig de op een na grootste Zuiderzeepolder worden. In laatste instantie, het beleidsvoornemen van het kabinet-Van Agt I in 1980, werd de omvang nog slechts begroot op 410 km², vooral bestaande uit landbouwgrond, met grote randmeren. Daarmee zou zij alsnog de kleinste Zuiderzeepolder vormen op de Wieringermeer na.
Inmiddels was ook het denken over de bestemming van deze toekomstige laatste polder gaan veranderen. De stichting 'Markerwaard van de kaart' en de 'Vereniging tot Behoud van het IJsselmeer' kregen de opkomende milieubeweging mee. Begin jaren '80 was de twijfel over wenselijkheid en haalbaarheid van de toekomstige Markerwaard zozeer toegenomen, dat het kabinet-Lubbers II in 1986 besliste voorlopig niet tot aanleg van deze laatste polder over te gaan. Sinds de jaren zestig werd er gedacht aan een Tweede Nationale Luchthaven naast Schiphol in de Markerwaard. Ook was er ruimte voor militair oefenterrein voorzien. Deze plannen kwamen nooit tot uitvoering. In 2003 werd door het kabinet-Kok II besloten om niet voor 2030 over te gaan tot de aanleg van de Markerwaard.

Ontwerp Afsluiting Zuiderzee en Droogmaking, met relatief bescheiden Markerwaard ('Hoornsche Polder'), Cornelis Lely (1891)
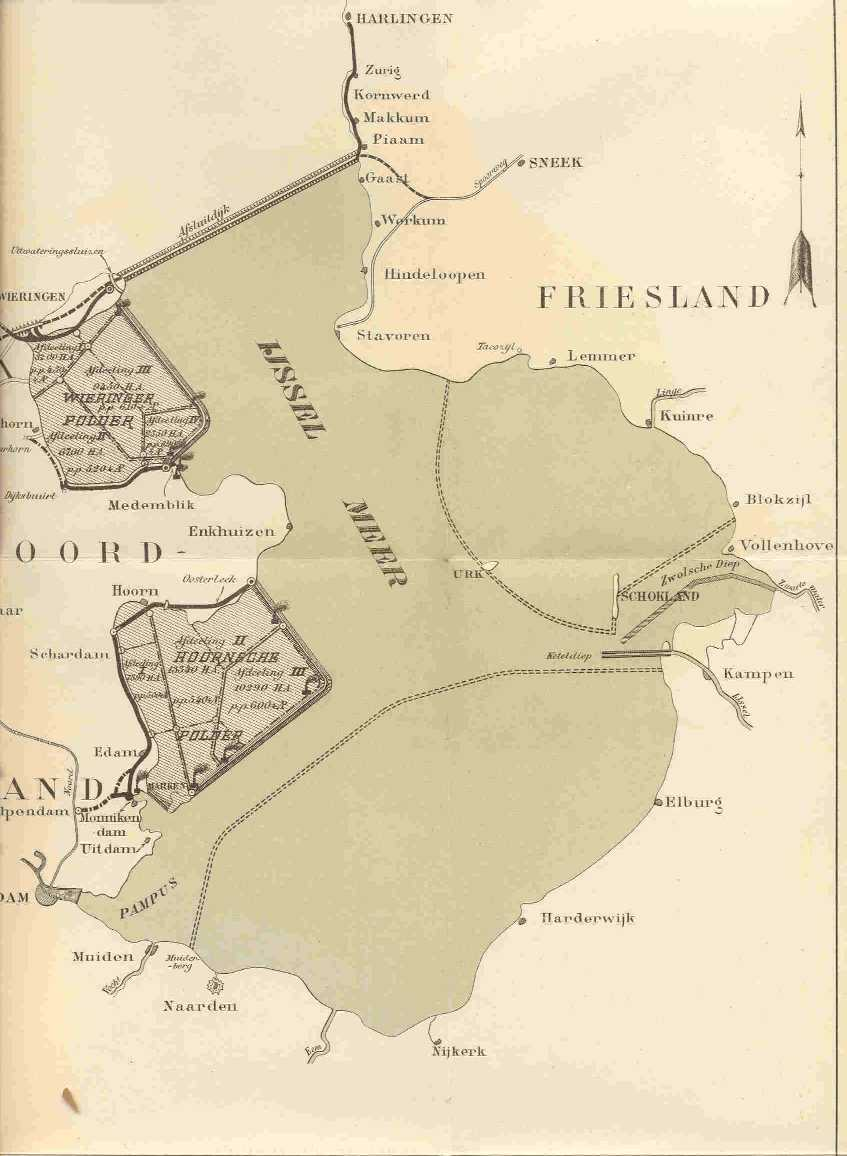
Bewerkte versie van het plan-Lely  (1891), met grote Noordoostpolder en Zuidoostpolder, geheel zonder randmeren
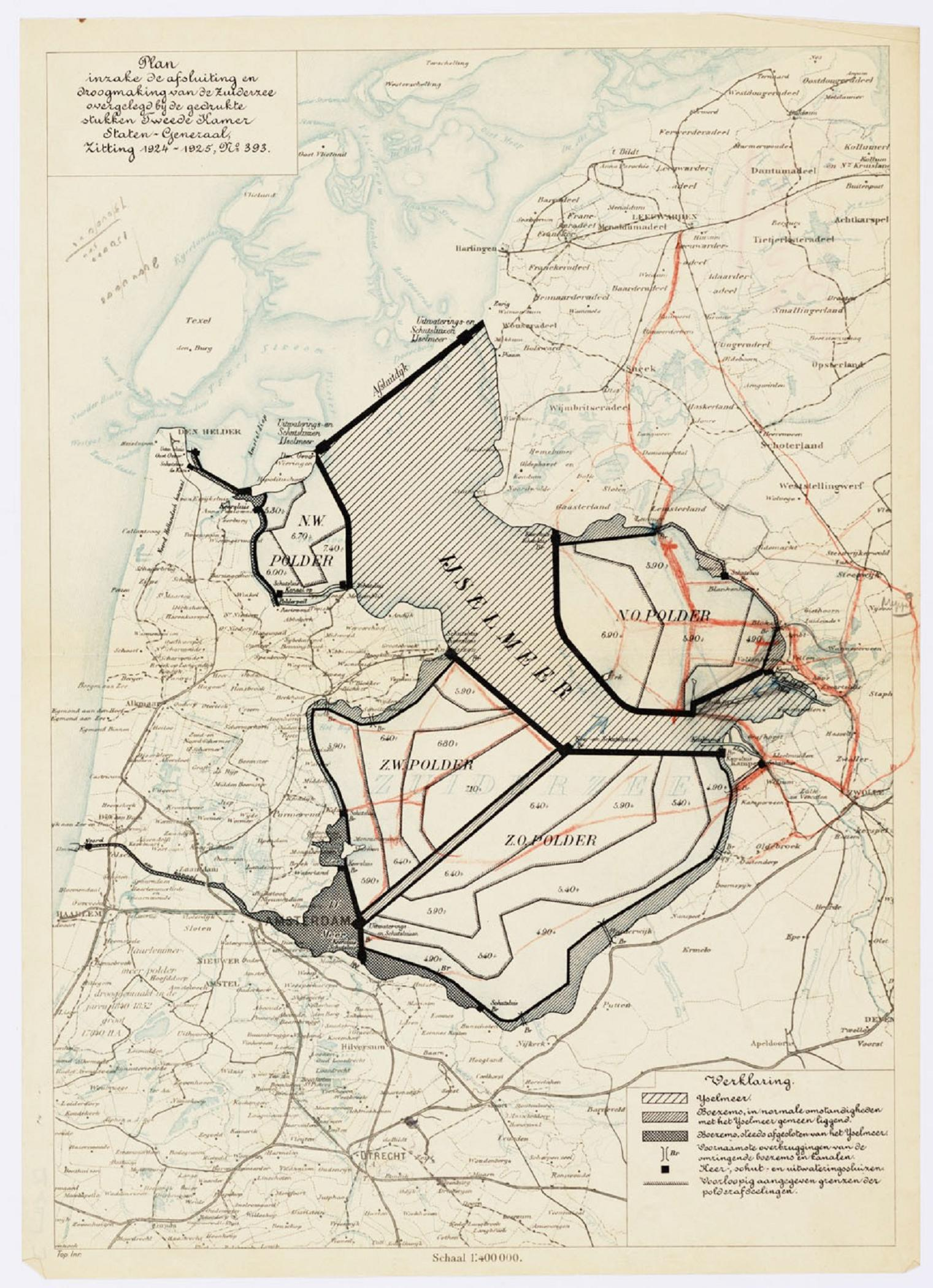
Gewijzigde versie van het plan-Lely (1924), met meer naar het noordoosten verlegde Afsluitdijk en vergrote Markerwaard (aangegeven als 'Z.W.Polder'), voorzien van randmeren

## Hernieuwde discussie
Ondanks dit besluit hebben recent politici zoals Pieter Grinwis, Joost Eerdmans en Daniel Koerhuis het onderwerp weer op de agenda gezet. Zij sloten daarbij aan op een opiniestuk van een architect-stedenbouwkundige. LTO stelt voor serieus en grondig te onderzoeken hoe verder te gaan, nu het alweer een halve eeuw geleden is dat de laatste Flevopolder werd drooggelegd. Het Hoogheemraadschap Hollands Noorderkwartier gaf in 2021 echter aan, dat de functies van het Markermeer als zoetwater- en drinkwaterbuffer 'onaantastbaar' zijn.

## Lelystad
Het niet inpolderen van de Markerwaard heeft ook een onvoorzien gevolg gehad voor Lelystad. Deze provinciehoofdstad was centraal in de drie polders geprojecteerd, maar heeft nu een meer excentrische plek aan de zijkant van de twee wel aangelegde polders.